# Osse-en-Aspe
Osse-en-Aspe är en kommun i departementet Pyrénées-Atlantiques i regionen Nouvelle-Aquitaine i sydvästra Frankrike. Kommunen ligger i kantonen Accous som tillhör arrondissementet Oloron-Sainte-Marie. År 2022 hade Osse-en-Aspe 332 invånare.

## Befolkningsutveckling
Antalet invånare i kommunen Osse-en-Aspe
| Referens: INSEE |